# Марискио (Анкона)
Марискио је насеље у Италији у округу Анкона, региону Марке.
Према процени из 2011. у насељу је живело 577 становника. Насеље се налази на надморској висини од 383 м.